# Audran
Gli Audran sono una famiglia di origine lionese che ha dato incisori e pittori.

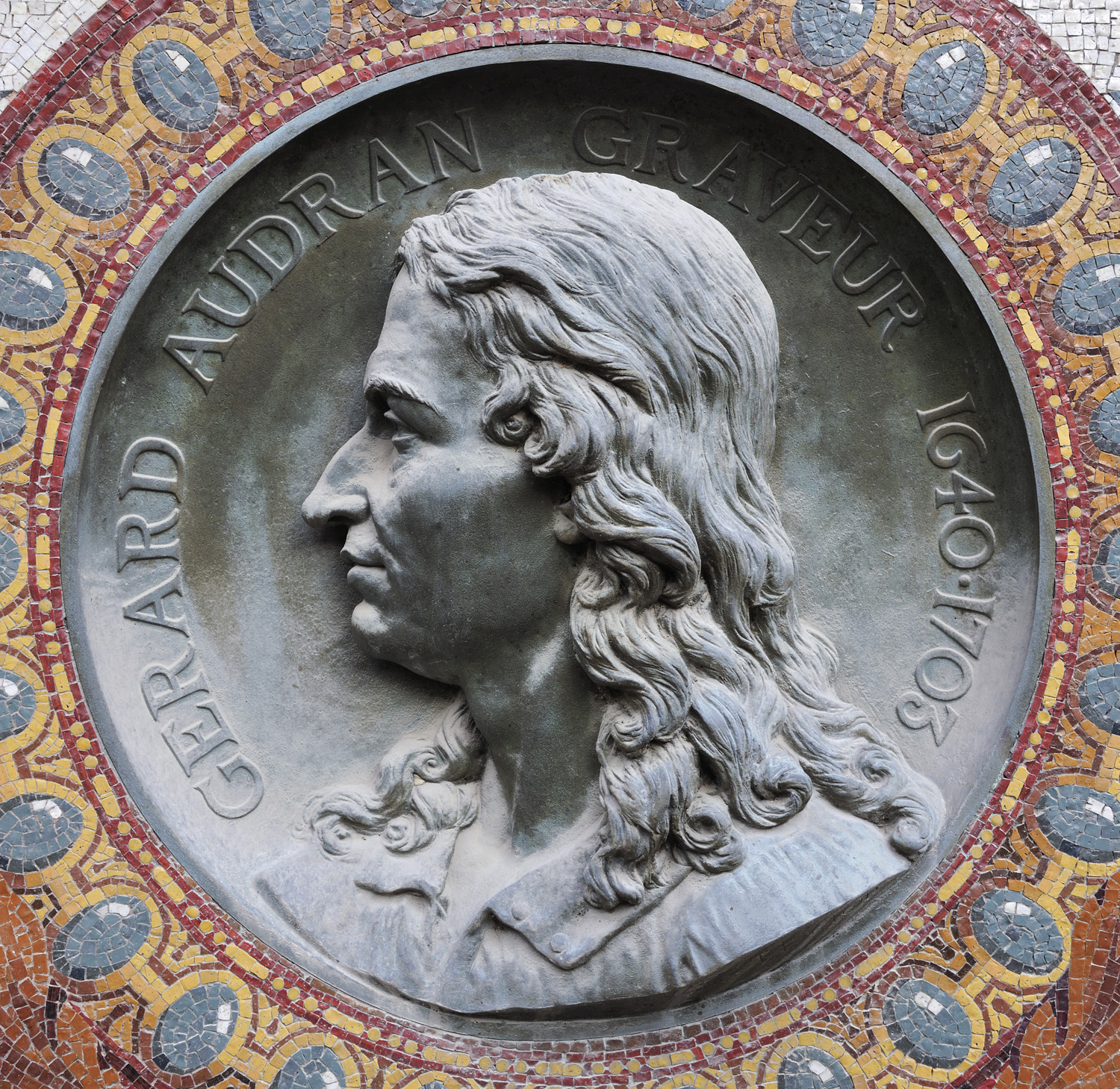
Medaglione di bronzo con l'effige di Gérard Audran

## Storia

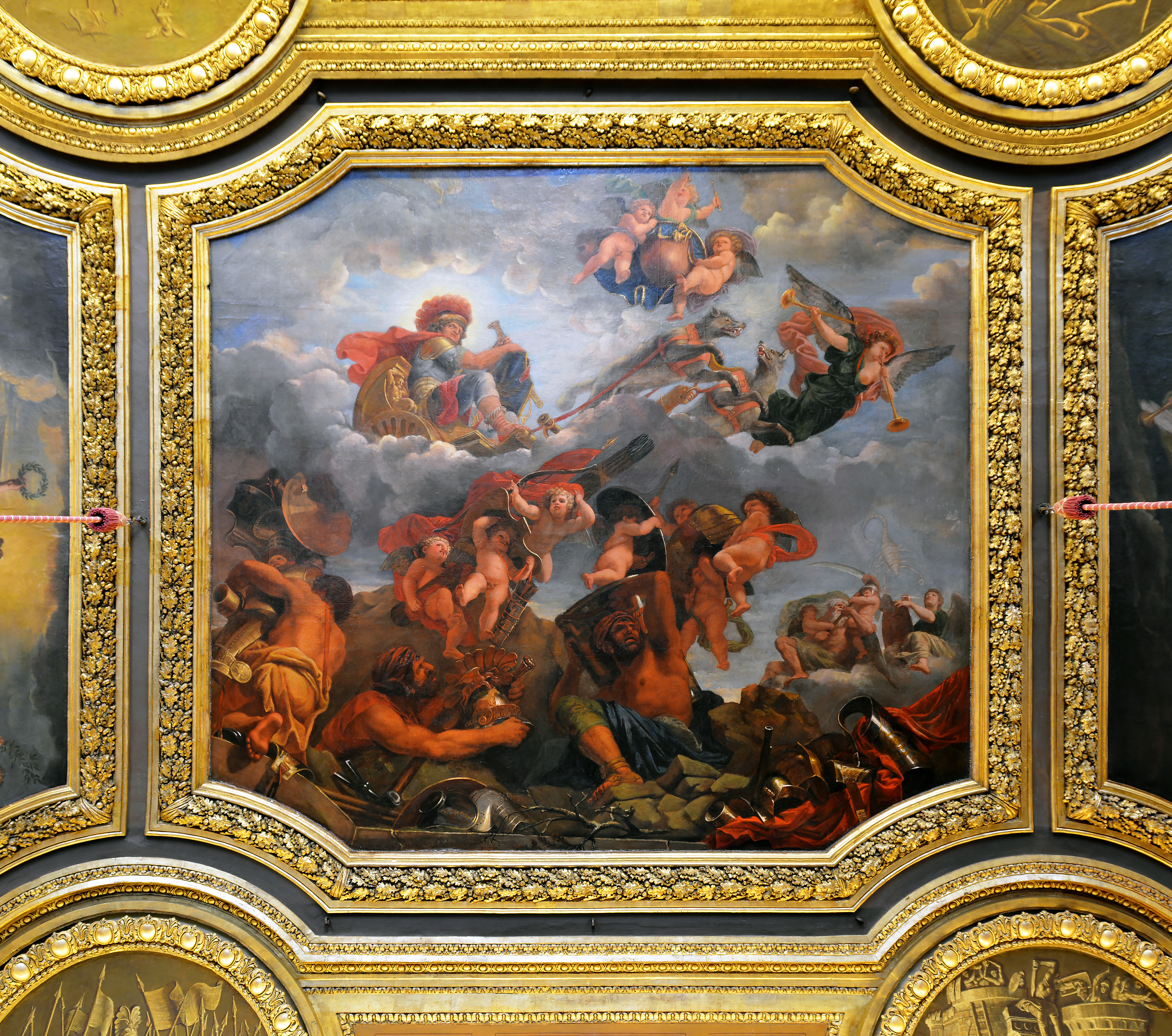
Claude Audran il Giovane, Salon de Mars (Versailles)

Il numero degli artisti - nei pochi decenni nel corso dei quali i componenti di questa famiglia sono stati attivi - e il ripetersi dei nomi di famiglia hanno creato a volte qualche confusione nell'attribuzione delle opere. Gli Audran furono interpreti di un lungo periodo della storia dell'arte francese, in cui si diede peso alla leggerezza, alla decorazione, alla rappresentazione di scene totalmente inventate o storicamente improbabili: un piacere per gli occhi, più che per la mente. Continui e proficui furono gli scambi culturali tra i componenti della famiglia: Gérard, che non ebbe figli, educò all'arte i numerosi nipoti; Claude Audran III, conservatore del palazzo del Lussemburgo, protesse il fratello minore Louis e introdusse il nipote Michel nell'arazzerie dei Gobelins; Benoît il Vecchio e Jean riprodussero a bulino pitture del loro fratello Claude Audran III e dello loro zio Claude Audran il Giovane.
- Adam Audran. Capostipite della famiglia (nato ca. 1590), maestro della pallacorda, un gioco antenato del tennis che fu introdotto in Francia da Maria de' Medici.
- Louis Audran. Ufficiale delle caccia dei lupi, al tempo del re Enrico IV di Francia. (Parigi, 1568 ca.-morto all'assedio de La Rochelle, nel 1628). Pittore dilettante, ebbe due figliː Charles e Claude.
- Charles Audran. Figlio di Louis, incisore (1594-1674). Ha lavorato a Lione e a Roma e si è trasferito a Parigi nel 1646. Ha riprodotto al bulino opere di Pietro da Cortona. Di lui si conoscono anche varie testatine e frontespizi di libri.
- Claude Audran I. Figlio di Louis, incisore (1597-1677).

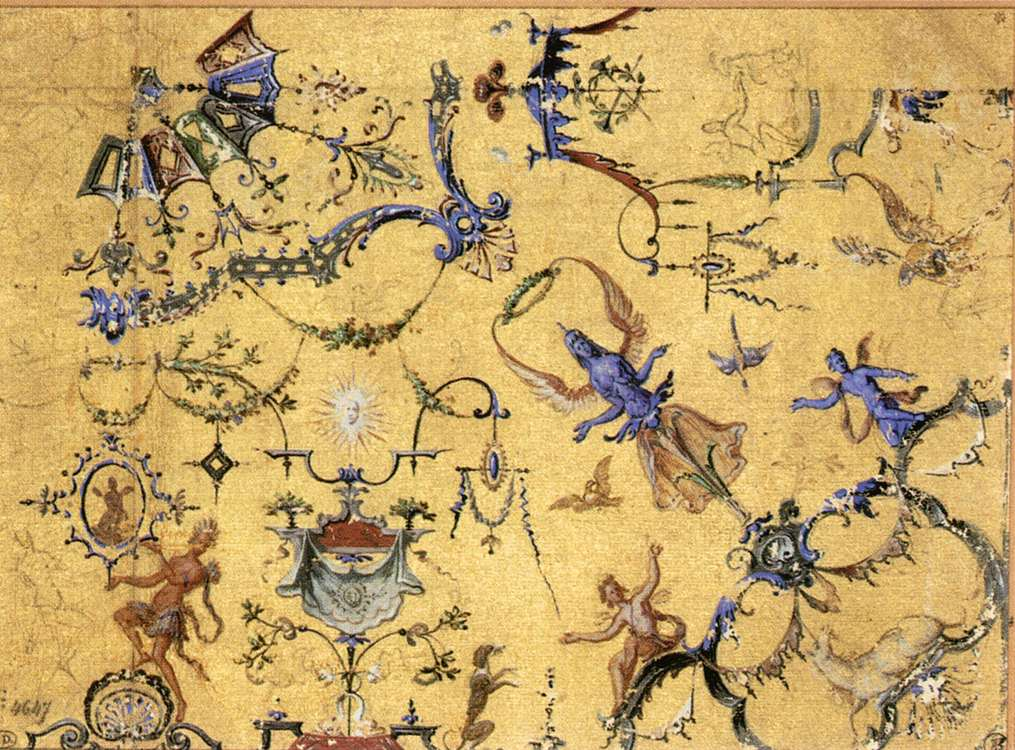
Claude Audran III, decorazione grottesca

Non si conoscono figli di Charles. Claude I ebbe tre figli che divennero artistiː Germain, Claude il Giovane e Gérard, che è l'artista più noto della famiglia.
- Germain Audran. Figlio di Claude I, incisore (Lione, 1631-Lione, 1710). Incise dipinti di Le Brun.
- Claude Audran detto il Giovane. Figlio di Claude I, pittore (Lione, 1639-Parigi, 1684). Si è trasferito a Parigi nel 1657 e ha lavorato con Le Brun. Entrato in Accademia nel 1675.
- Gérard Audran. Figlio di Claude I, incisore (Lione, 1640-Parigi, 1703). Nel 1667 fece un viaggio a Roma e ammirò le opere di Raffaello Sanzio di Guercino e dei Carracci. Richiamato a Parigi da Colbert, riprodusse al bulino la serie delle Battaglie di Alessandro di Le Brun. Ha inciso un ritratto del papa Clemente IX. Nominato incisore del Re e accademico. Sulla stessa lastra utilizzava l'acquaforte, il bulino e la punta.

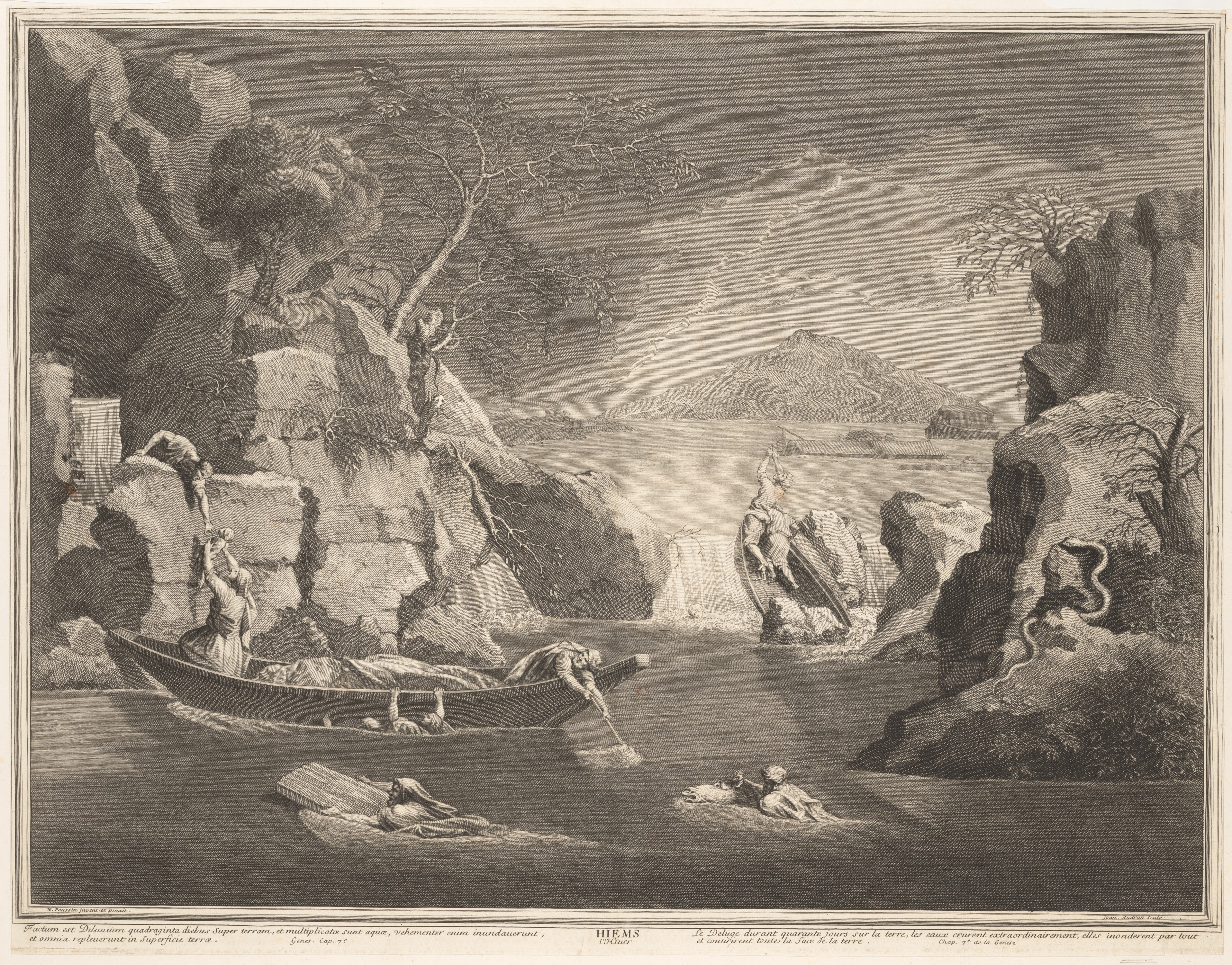
Inverno, incisione di Jean Audran da Nicolas Poussin (MET)

Gérard e Claude II non ebbero figli. La dinastia prosegue con i figli di Germainː Claude III, Gabriel, Benoît il Vecchio, Jean, Louis e Antoine.
- Claude Audran III. Figlio di Germain, pittore di grottesche, di cineserie e di arabeschi (1658-1734). Produsse disegni per la Manifattura dei Gobelins. Claude Gillot, maestro di Antoine Watteau gli raccomandò il suo allievo. Fu conservatore del Palazzo del Lussemburgo, già residenza di Maria de' Medici. Non si sposò e non ebbe figli.
- Gabriel Audran. Figlio di Germain, pittore e scultore (1660-1740). Non si sposò e non ebbe figli.
- Benoît Audran detto il Vecchio. Figlio di Germain, incisore (Lione, 1661-Ouzouer-sur-Loire, 1721). Fu allievo dello zio Gérard, che raggiunse a Parigi. Ebbe la nomina di incisore del Re e divenne membro dell'Accademia nel 1708. Non si sposò e non ebbe figli.
- Jean Audran. Figlio di Germain, incisore ed editore (Lione, 1667-Parigi, 1756). Fu eletto incisore del Re nel 1706 e fu ammesso all'Accademia nel 1708. Ebbe undici figli, tra maschi e femmine.
- Louis Audran. Figlio di Germain, incisore (Lione, 1670-Parigi, 1712). Il meno dotato degli incisori Audran, di lui si conoscono poche opereː sembra che abbia soprattutto aiutato i fratelli e gli zi a bottega.
- Antoine Audran. Figlio di Germain, incisore (1673-1723).

La dinastia di artisti prosegue con i figli di Jean che sonoː Benoît detto il Giovane e Michel.
- Benoît Audran detto il Giovane. Figlio di Jean, incisore (Parigi, 1698-Parigi, 1772). Usò la tecnica a puntini e leggeri tratti. Riprodusse a bulino l'opera di Watteau.
- Michel Audran. Figlio di Jean, arazziere e incisore (1701-1771). Ha avuto un suo atelier all'arazzeria dei Gobelins. Suoi arazzi sono al Quirinale e al Paul Getty Museum.

I figli di Michel sonoː Benoît III, Jean Audran II e Prosper-Gabriel. Si conclude con loro la dinastia di artisti.
- Benoît Audran III. Figlio di Michel, incisore (1740-?).
- Jean Audran II. Figlio di Michel, arazziere (morto il 20 giugno 1795). Direttore della Manifattura dei Gobelins dal 4 settembre 1792, arrestato il 29 ottobre 1793 per cattiva gestione, ma poi liberato senza processo e reintegrato nelle sue funzioni il 14 aprile 1795.
- Prosper-Gabriel Audran. Figlio di Michel, magistrato, incisore e professore di Ebraico (1744-1819). Di lui è nota una grammatica della lingua ebraica, caldea e siriaca.[1]